# Isotus
Isotus és un subgènere de ratpenats del gènere Myotis, dins de la família dels vespertiliònids. Aquest grup conté diverses espècies que viuen a Euràsia. Tenen les orelles grosses en comparació amb altres espècies del mateix gènere. Són animals insectívors. Dues de les espècies d'aquest subgènere, M. escalerai i M. nattereri, es troben als Països Catalans.